# Helene Svedin
Helene Svedin, född 21 oktober 1974, är en svensk modell som slog igenom som fotomodell för Hennes &Mauritz på 1990-talet. Hon är gift med tidigare fotbollsspelaren Luís Figo, från Portugal. De träffades 1996 på en flamencoföreställning med dansaren Joaquín Cortés i Barcelona. De har tre döttrar tillsammans och bodde i Madrid efter att Luis Figo slutat med fotbollen och har ett sommarhus i Sollefteå.
Svedin har bland annat varit modell för Ana Sousa, Arena, Don Algodón, Friday's Project, Giorgio Armani, Guess, Isdin, Kia Motors, Land Rover, L'Oréal, Luciano Padovan, Nike och Schwarzkopf. Hon har synts på omslagen till GQ, Elle, Telva, Marie Claire och Woman.